# غارث ويب
غارث ويب هو جندي كندي، ولد في 1918 في كالغاري في كندا، وتوفي في 8 مايو 2012 في بيرلينجتون في كندا.